# Майнский район
Ма́йнский райо́н — административно-территориальная единица (административный район) и муниципальное образование (муниципальный район) в Ульяновской области России.
Административный центр — рабочий посёлок Майна — расположен при станции Майна Куйбышевской железной дороги в 60 километрах от города Ульяновск.
Образован в 1930 году, а с 1943 года входит в состав Ульяновской области.

## География
Район расположен в центральной части Ульяновской области. На севере район граничит с Цильнинским; на востоке — с Ульяновским; на юге — с Кузоватовским, Барышским; на западе — с Вешкаймским, Карсунским и на северо-западе — с Сурским районами Ульяновской области.
Площадь района — 2306 км², что составляет 6,1 % всей территории Ульяновской области.
На территории района расположено самое крупное озеро Ульяновской области — Белолебяжье (длина его 2,3 км, ширина 1,3 км, площадь зеркала воды 217,4 га). В районе озера находится исток реки Гуща — левого притока реки Свияга. Длина реки Гуща — 62 км, в том числе на территории района 53 км, на ней сооружено 5 прудов общей площадью 35 га.
Южнее села Абрамовка находится исток реки Сельдь. Длина реки 64 км, в том числе на территории района 31 км, в её русле на родниках сооружено 4 пруда, общей площадью зеркала воды 7,3 га. Каскад «Абрамовских родничков» — чудесный уголок природы, одно из любимых мест отдыха жителей и гостей района. В трех километрах от села Абрамовка в селе Комаровка дом художника В. В. Киселева, друга и ученика А. А. Пластова, лауреата Государственной премии России (1976 год).
Климатические условия района характеризуются следующими показателями:
- сумма среднесуточных температур (выше 10°) — 2200—2290°;
- среднегодовая сумма осадков — 310—460 мм, в том числе в летний период — 242—313 мм;
- запас продуктивной влаги в 1 м слоя почвы к началу весеннего сева 90-110 мм;
- продолжительность вегетационного периода 130—140 дней;
- средняя высота снежного покрова 15—25 см.

Рельеф территории района характеризуется возвышенной, волнистой, местами всхолмлённой равниной, расчленённой мелкими реками, оврагами и балками на разные по величине водоразделы. Внутренние воды: реки Гуща, Берёзовка, Вязовка, Космынка, Карамзинка, Майна, Криуша, Тагайка, Юшанка, Гордеевка, Маклаушка, Урень. Много озёр, среди которых самое крупное в области — Белолебяжье (217 га).

## История
До середины XVII века на территории нынешнего района существовало только одно поселение: деревня Маклауша, (ныне село Старые Маклауши). Первые русские села возникли после 1648 года в связи со строительством Симбирской пограничной линии.
История многих сёл района связана с событиями крестьянских войн под предводительством С. Т. Разина и Е. И. Пугачёва.
На Майнской земле родилась и мужала Железная дивизия — старейшее воинское соединение советской армии, покрывшее себя неувядаемой славой в годы гражданской и Великой Отечественной войн.
Майнский район был образован 3 августа 1930 года (Средне-Волжского края, с 1935 — Куйбышевского края, с 1936 — Куйбышевской области), путём объединения территорий упраздненных Поповского и Тагайского районов.
В январе 1935 года ряд сельсоветов района были переданы в состав вновь восстановленного Тагайского района.
С 19 января 1943 года район вошёл в состав Ульяновской области.
За годы Великой Отечественной войны на фронт из района было призвано более 10 тыс. человек, из них погибли, пропали без вести, умерли от ран и болезней около 6 тыс. человек.
12 марта 1946 года из части района был образован Игнатовский район.
30 мая 1946 года в состав района из Тагайского района были возвращены четыре сельсовета.
2 ноября 1956 года была возвращена части территорий упразднённого Тагайского и Игнатовского районов.
3 ноября 1965 года в Цильнинский район переданы Новомаклаушский и Старомаклаушский с/с, а в 1967 году их вновь вернули.
В 2005 году район был поделён на городские и сельские поселения.

## Население
| 1939    | 1989    | 2002    | 2009    | 2010    | 2011    | 2012    | 2013    | 2014    |
| ------- | ------- | ------- | ------- | ------- | ------- | ------- | ------- | ------- |
| 38 069  | ↘32 642 | ↘30 626 | ↘27 942 | ↘25 826 | ↘25 750 | ↘25 333 | ↘25 018 | ↘24 714 |
| 2015    | 2016    | 2017    | 2018    | 2019    | 2020    | 2021    |         |         |
| ↘24 240 | ↘23 618 | ↘22 989 | ↘22 592 | ↘22 025 | ↘21 542 | ↘20 486 |         |         |

### Урбанизация
В городских условиях (рабочие посёлки Игнатовка и Майна) проживают  41,89 % населения района.

### Национальный состав
По переписи населения 2010 года численность населения — 25 826 человек. Указана национальность — 25 688 чел., из них: русские — 20 349 (78,8 %), чуваши — 2648 (10,3 %), татары — 1281 (5 %), мордва — 223 (0,9 %).

## Административное деление
Майнский административный район в рамках административно-территориального устройства области делится на 2 поселковых округа и 5 сельских округов.
Одноимённый муниципальный район в рамках организации местного самоуправления (муниципального устройства) включает 8 муниципальных образований, в том числе 2 городских поселения и 5 сельских поселений.
Поселковые округа соответствуют городским поселениям, сельские округа — сельским поселениям.
| № | Муниципальное образование             | Админ. центр              | Количество населённых пунктов | Население (чел.) | Площадь (км²) |
| - | ------------------------------------- | ------------------------- | ----------------------------- | ---------------- | ------------- |
| 1 | Игнатовское городское поселение       | рабочий посёлок Игнатовка | 13                            | ↘4037            | 453,59        |
| 2 | Майнское городское поселение          | рабочий посёлок Майна     | 11                            | ↗8507            | 514,17        |
| 3 | Анненковское сельское поселение       | село Анненково-Лесное     | 6                             | ↘938             | 160,74        |
| 4 | Выровское сельское поселение          | посёлок станции Выры      | 9                             | ↘1276            | 225,38        |
| 5 | Гимовское сельское поселение          | посёлок Гимово            | 13                            | ↘1042            | 305,02        |
| 6 | Старомаклаушинское сельское поселение | село Старые Маклауши      | 5                             | ↘1115            | 240,52        |
| 7 | Тагайское сельское поселение          | село Тагай                | 7                             | ↘3571            | 407,01        |

### Населённые пункты
В районе находятся 64 населённых пункта, в том числе 2 городских (рабочих посёлка) и 62 сельских:
| №  | Населённый пункт      | Тип             | Население | Муниципальное образование             |
| -- | --------------------- | --------------- | --------- | ------------------------------------- |
| 1  | Абрамовка             | село            | 527       | Майнское городское поселение          |
| 2  | Аксаково              | село            | 45        | Майнское городское поселение          |
| 3  | Александровка         | деревня         | 21        | Игнатовское городское поселение       |
| 4  | Анкудиновка           | деревня         | 128       | Игнатовское городское поселение       |
| 5  | Анненково-Лесное      | село            | 477       | Анненковское сельское поселение       |
| 6  | Апалиха               | село            | 20        | Выровское сельское поселение          |
| 7  | Безлесный             | посёлок         | 247       | Выровское сельское поселение          |
| 8  | Безречный             | посёлок         | 346       | Выровское сельское поселение          |
| 9  | Белое Озеро           | село            | 431       | Игнатовское городское поселение       |
| 10 | Березовка             | село            | 399       | Майнское городское поселение          |
| 11 | Большое Жеребятниково | село            | 284       | Майнское городское поселение          |
| 12 | Бычковка              | деревня         | 2         | Гимовское сельское поселение          |
| 13 | Воецкое               | село            | 99        | Гимовское сельское поселение          |
| 14 | Выры                  | посёлок станции | 574       | Выровское сельское поселение          |
| 15 | Выры                  | село            | 101       | Выровское сельское поселение          |
| 16 | Вязовка               | село            | 356       | Майнское городское поселение          |
| 17 | Гимово                | посёлок         | 362       | Гимовское сельское поселение          |
| 18 | Городецкое            | село            | 69        | Игнатовское городское поселение       |
| 19 | Дедяшевка             | деревня         | 3         | Игнатовское городское поселение       |
| 20 | Дружба                | посёлок         | 19        | Выровское сельское поселение          |
| 21 | Загоскино             | село            | ↘608      | Игнатовское городское поселение       |
| 22 | Зеленя                | посёлок         | 8         | Гимовское сельское поселение          |
| 23 | Игнатовка             | рабочий посёлок | ↗1915     | Игнатовское городское поселение       |
| 24 | Искра                 | посёлок         | 33        | Гимовское сельское поселение          |
| 25 | Кадыковка             | село            | 66        | Майнское городское поселение          |
| 26 | Кадышевка             | деревня         | 68        | Гимовское сельское поселение          |
| 27 | Карамзинка            | село            | 2         | Гимовское сельское поселение          |
| 28 | Карлинское            | село            | 322       | Гимовское сельское поселение          |
| 29 | Карцовка              | деревня         | 96        | Майнское городское поселение          |
| 30 | Козловка              | село            | 3         | Тагайское сельское поселение          |
| 31 | Комаровка             | село            | 81        | Майнское городское поселение          |
| 32 | Копышовка             | село            | 534       | Тагайское сельское поселение          |
| 33 | Крюковка              | село            | 5         | Гимовское сельское поселение          |
| 34 | Ляховка               | село            | 65        | Выровское сельское поселение          |
| 35 | Майна                 | рабочий посёлок | ↗6666     | Майнское городское поселение          |
| 36 | Малое Жеребятниково   | деревня         | 21        | Анненковское сельское поселение       |
| 37 | Малороссы             | посёлок         | 0         | Выровское сельское поселение          |
| 38 | Новая Калда           | село            | 95        | Игнатовское городское поселение       |
| 39 | Новоанненковский      | посёлок         | 441       | Анненковское сельское поселение       |
| 40 | Новотроицкая          | посёлок         | 2         | Анненковское сельское поселение       |
| 41 | Новочуфаровский       | посёлок         | 214       | Анненковское сельское поселение       |
| 42 | Новые Маклауши        | село            | 419       | Старомаклаушинское сельское поселение |
| 43 | Подлесное             | село            | 1219      | Тагайское сельское поселение          |
| 44 | Полбино               | село            | 394       | Выровское сельское поселение          |
| 45 | Поповка               | село            | 620       | Игнатовское городское поселение       |
| 46 | Путиловка             | деревня         | 73        | Гимовское сельское поселение          |
| 47 | Репьёвка Колхозная    | село            | 613       | Майнское городское поселение          |
| 48 | Репьевка-Космынка     | село            | 182       | Гимовское сельское поселение          |
| 49 | Родниковые Пруды      | посёлок         | 367       | Игнатовское городское поселение       |
| 50 | рыбхоза «Пионер»      | посёлок         | 113       | Игнатовское городское поселение       |
| 51 | Сиуч                  | село            | 199       | Тагайское сельское поселение          |
| 52 | Скрипино              | деревня         | 1         | Игнатовское городское поселение       |
| 53 | Сосновка              | село            | 383       | Игнатовское городское поселение       |
| 54 | Старые Маклауши       | село            | 492       | Старомаклаушинское сельское поселение |
| 55 | Степное Матюнино      | село            | 316       | Гимовское сельское поселение          |
| 56 | Сухаревка             | деревня         | 119       | Гимовское сельское поселение          |
| 57 | Сущевка               | село            | 168       | Анненковское сельское поселение       |
| 58 | Тагай                 | село            | 2109      | Тагайское сельское поселение          |
| 59 | Тамбы                 | деревня         | 26        | Майнское городское поселение          |
| 60 | Труд                  | посёлок         | 78        | Старомаклаушинское сельское поселение |
| 61 | Уржумское             | село            | 720       | Тагайское сельское поселение          |
| 62 | Чирикеево             | село            | 308       | Старомаклаушинское сельское поселение |
| 63 | Чуфарово              | село            | 240       | Старомаклаушинское сельское поселение |
| 64 | Юшанское              | село            | 99        | Тагайское сельское поселение          |

###### Упразднённые населённые пункты
- село Еделево[28][29] (ныне урочище Еделево) существовавшее с 1675 по 1973 года. В память о селе в Новых Маклаушах названа улица.[30][31][32]
- деревня Аникеевка.[33][34]
- Скорлятка
- деревня Безымянка Аксаковского сельсовета Майнского района[35];
- деревня Сергиевка Аксаковского сельсовета Майнского района[35];

## Местное самоуправление
Глава муниципального образования — Кротков Владимир Викторович.
Глава администрации — Шуёнков Олег Валентинович.

## Экономика района
Промышленность
В промышленности работает 5 предприятий всех форм собственности. Восстановлена ткацкая фабрика в р.п. Игнатовка (бывшая ОАО «Фабрика Степана Разина»). На её потенциале с привлечением внешних инвесторов и инвестиций создано ООО «Химтекс», которое на сегодня открыло 163 рабочих места, в ближайшей перспективе — 300 рабочих мест. В с. Комаровка функционирует газонаполнительная станция промышленных газов.
Наращивают объёмы производства ООО «Майнская швейная фабрика», ГП «Тагайский промбыткомбинат».
Сельское хозяйство
Сельское хозяйство — основная отрасль экономики района. В этой сфере действуют 61 предприятие, из них 45 крестьянских (фермерских) хозяйств, ООО — 14 предприятий, СПК — 1 предприятие, государственных предприятий — 1. Район специализируется на производстве зерна, мяса, молока.
Инфраструктура
Район имеет развитую транспортную сеть. В его центральной части, через станции Майна, Выры, проходит ветка Ульяновск—Инза Куйбышевской железной дороги. Через сёла Уржумское и Тагай проложена асфальтированная дорога республиканского значения Ульяновск — Саранск.
Район пересекает асфальтированная дорога Тагай — Майна — Загоскино с выходом на автомагистраль Ульяновск-Сызрань. Центральные усадьбы всех сельхозпредприятий соединены с райцентром и г. Ульяновском дорогой с асфальтовым покрытием. Через район проходит высоковольтная линия электропередач Самара — Москва, нефтепровод «Дружба», газопровод.
Район газифицирован на 40 %, то есть 16 крупных населённых пунктов.

## Транспорт
Через район проходят железнодорожные и автомобильные коммуникации общероссийского значения:
- Ульяновское отделение Куйбышевской железной дороги, станции: Выры.
- автотрасса Саранск—Ульяновск—Самара.

## Достопримечательности
- В живописном местечке в 12 км от р.п. Майна расположено село Аксаково — родовое поместье потомственных дворян Аксаковых. Его история уходит в глубь веков. В селе в 1994 году создан Дом-музей С. Т. Аксакова и открыт культурно-экологический центр[36].
- Заповедник «Ляховские меловые горы» с уникальной сохранившейся флорой занимает площадь 155 га. На его территории находится старейший в области трёхсотлетний приход Знаменской церкви, где по предположению крестили будущего историографа Руси Н. М. Карамзина, чьё родовое имение находится в 10 верстах[37].
- Село Ляховка — владение «птенца гнезда Петрова» Василия Татищева. Рядом с церковью лечебный источник. В церкви можно услышать уникальное церковное пение, колокольный звон. Храм в Ляховке в честь иконы Божией Матери «Знамение»[38]. В 2007 году Министерство связи России выпустило ХМК — «Ульяновская область. с. Ляховка (Майнский район). Церковь в честь иконы Божией Матери Знамение»[39].
- Родники, святые источники в Майнском районе[40].
- 6 октября 2018 года на месте деревни  Бычковка бывшие её жители установили памятник[41].
- Церковь Троицы Живоначальной (Чуфарово)
- Церковь Петра и Павла (Еделево)
- Знаменский монастырь (Ляховка)
- Церковь Покрова Пресвятой Богородицы (Козловка)

## Люди, связанные с рабочим посёлком
В селениях района бывали видные полководцы: А. В. Суворов, И. В. Тюленев, М. Н. Тухачевский, Г. Д. Гай, поэты и писатели Т. Г. Шевченко. Д. В, Давыдов, А. Н. Толстой, Н. П. Огарев, Г. Н. Потанин. Здесь располагались имения известных в России людей: писателя П. П. Бекетова, профессора М. Ф. Дмитриева, историографа В. Я. Татищева, дворян Аксаковых, Анненковых и др. В сёла и деревни района часто приезжал И. Н. Ульянов, посещая народные школы.
История Майнского района тесно связана с именами выдающихся деятелей русской культуры. На его территории находились имения: писателя П. П. Бекетова, профессора М. Ф. Дмитриева, историографа В. Н. Татищева, дворян Аксаковых, Анненковых. В селе Карамзинка (в прошлом Знаменское) провёл своё детство писатель Н. М. Карамзин. Село Полбино (до 1965 года — Ртищево-Каменка) — родина дважды Героя Советского Союза генерал-майора И. С. Полбина.

Известные уроженцы
См. статью:
- Родившиеся в Майнском районе

- Мытарев, Иван Петрович (1925—1996) — Герой Советского Союза. Родился в селе Репьёвка Колхозная.
- Новичков, Александр Степанович (1914—1944) — участник Великой Отечественной войны, Герой Советского Союза. Родился в селе Городецкое.
- Полбин, Иван Семёнович — дважды Герой Советского Союза,  командир 150-го скоростного бомбардировочного авиационного полка Сталинградского фронта(14 (27) января 1905 года, село Ртищево-Каменка, Симбирская губерния, ныне Майнский район, село Полбино, Ульяновская область — погиб 11 февраля 1945 года, Бреслау, Нижняя Силезия). 
- Чепанов Михаил Петрович (1920 — 1950) — младший лейтенант Советской Армии, участник Великой Отечественной войны, Герой Советского Союза. 
- Каврайский Владимир Владимирович — советский учёный.
- Кашперов Владимир Никитич — композитор. Родился в селе Чуфарово (Майнский район).
- Назарьев, Валериан Никанорович — русский общественный деятель, публицист. Родился в деревне Аникеевка.
- Виктор Васильевич Киселев — народный художник РСФСР, уроженец и житель села Комаровка Майнского района.